# TOTO (Kurzfilm, 2020)
TOTO ist ein tragikomischer Science-Fiction-Kurzfilm von Marco Baldonado, der Teilnehmern des Tribeca Film Festivals ab 15. April 2020 online erstmals zur Verfügung gestellt wurde und ab Ende Mai 2020 im Rahmen des We Are One: A Global Film Festival vorgestellt wurde.

## Handlung
Rosa Forlano, eine 90-jährige Oma, bekommt einen Roboter geliefert und bringt ihm bei, wie man Spaghetti macht. Leider ist ihr Rezept nach einem Software-Update vergessen.

## Produktion
Regie führte Marco Baldonadois, der gemeinsam mit Walter Woodman auch das Drehbuch schrieb. Woodman steckt auch im Kostüm von TOTO im Film.
Der Film wurde im April 2020 im Rahmen des Tribeca Film Festivals online zur Verfügung gestellt. Ab 29. Mai 2020 wurde der Film im Rahmen des We Are One: A Global Film Festival vorgestellt und feierte hier seine offizielle Weltpremiere. Ende September, Anfang Oktober 2020 wurde er beim virtuellen Calgary International Film Festival gezeigt.